# Kashmar
Kashmar é uma cidade e a capital do Condado de Kashmar, na província de Coração Razavi, no Irã. Está na parte ocidental da província, 217 km a sul da capital da província Mashhad, a leste de Bardaskan, a oeste de Torbat-e Heydarieh, a norte de Nixapur, e a sul de Gonabade. Até há dois séculos, a cidade era chamada Torshiz (ترشیز) e foi o local de nascimento do Sheikh Ahmad-e Jami.

## Economia
Os principais produtos da cidade são: tapetes, passa de uva, açafrão e frutos secos.

## O clima
Classificação climática de Köppen-Geiger de Köppen-Geiger classifica seu clima Clima semiárido (BSk)
| Dados climáticos para Kashmar                    | Dados climáticos para Kashmar | Dados climáticos para Kashmar | Dados climáticos para Kashmar | Dados climáticos para Kashmar | Dados climáticos para Kashmar | Dados climáticos para Kashmar | Dados climáticos para Kashmar | Dados climáticos para Kashmar | Dados climáticos para Kashmar | Dados climáticos para Kashmar | Dados climáticos para Kashmar | Dados climáticos para Kashmar | Dados climáticos para Kashmar |
| Mês                                              | Jan                           | Fev                           | Mar                           | Abr                           | Mai                           | Jun                           | Jul                           | Ago                           | Set                           | Out                           | Nov                           | Dez                           | Ano                           |
| ------------------------------------------------ | ----------------------------- | ----------------------------- | ----------------------------- | ----------------------------- | ----------------------------- | ----------------------------- | ----------------------------- | ----------------------------- | ----------------------------- | ----------------------------- | ----------------------------- | ----------------------------- | ----------------------------- |
| Média alta °C (°F)                               | 9.5 (49.1)                    | 12.4 (54.3)                   | 16.8 (62.2)                   | 22.3 (72.1)                   | 29.2 (84.6)                   | 34 (93)                       | 35.7 (96.3)                   | 36.2 (97.2)                   | 31.9 (89.4)                   | 25.9 (78.6)                   | 18.1 (64.6)                   | 12 (54)                       | 23.67 (74.62)                 |
| Média diária °C (°F)                             | 3.3 (37.9)                    | 6.1 (43)                      | 10.3 (50.5)                   | 15.3 (59.5)                   | 21.2 (70.2)                   | 25.6 (78.1)                   | 27.9 (82.2)                   | 27.4 (81.3)                   | 22.9 (73.2)                   | 17 (63)                       | 10.3 (50.5)                   | 5.3 (41.5)                    | 16.05 (60.91)                 |
| Média baixa °C (°F)                              | −2.9 (26.8)                   | −0.1 (31.8)                   | 3.9 (39)                      | 8.4 (47.1)                    | 13.3 (55.9)                   | 17.3 (63.1)                   | 20.2 (68.4)                   | 18.6 (65.5)                   | 13.9 (57)                     | 8.2 (46.8)                    | 2.6 (36.7)                    | −1.4 (29.5)                   | 8.5 (47.3)                    |
| Média precipitação mm (pol.)                     | 29 (1.14)                     | 24 (0.94)                     | 31 (1.22)                     | 37 (1.46)                     | 17 (0.67)                     | 2 (0.08)                      | 0 (0)                         | 0 (0)                         | 0 (0)                         | 6 (0.24)                      | 13 (0.51)                     | 19 (0.75)                     | 178 (7.01)                    |
| Fonte: Fuente: Climate-Data.org, altitude: 1057m |                               |                               |                               |                               |                               |                               |                               |                               |                               |                               |                               |                               |                               |

## Pessoas notáveis
- Alireza Faghani, nascido em 21 de março de 1978 em Kashmar; árbitro internacional de futebol iraniano.

- Hassan Modarres, falecido em 1 de dezembro de 1937 em Kashmar; um clérigo iraniano Twelver Shi'a.

- Mohammad Khazaee, nascido em 12 de abril de 1953 em Kashmar; o ex-embaixador do Irã nas Nações Unidas.

- Sheikh Ahmad-e Jami (nascido Namagh (agora Kashmar), Pérsia, 1048 - morreu Torbat-e Jam, 1141), um místico e poeta persa.